# Staigacker
Staigacker (früher auch Steigacker) ist eine Einzelsiedlung des Stadtteils Strümpfelbach von Backnang im baden-württembergischen Rems-Murr-Kreis.

## Geographische Lage
Staigacker liegt auf einer Kuppe  am Ostrand des Stadtteils zur Gemeinde Oppenweiler über dem Murrtal und dem Gemeindeweiler Aichelbach am anderen Murrufer gegenüber. Nordöstlich liegt am diesseitigen Flussufer Oppenweiler selbst. Im Nordwesten steht im eigenen Stadtteil jenseits einer Geländekerbe, durch die die B 14 zieht, das Schloss Katharinenhof. Unmittelbar im Südwesten grenzt das Waldstück Fuchshau an, in dem ein Waldfriedhof liegt, dahinter kommt in Richtung auf das Stadtzentrum von Backnang zu das für den Stadtteil  namengebende Dorf Strümpfelbach selbst. Im Südosten steht beidseits des Flusses der Oppenweiler Ortsteil Zell.

## Geschichte
Bis zum Jahre 1902 war Staigacker ein bäuerliches Hofgut mit Gasthaus (Zur Rose) an der Salzstraße zwischen Schwäbisch Hall und Marbach am Neckar. Nach dem Bau der Murrbahn im 19. Jahrhundert, der Abschnitt Backnang–Murrhardt mit Bahnhof Oppenweiler und Haltepunkt Steinbach wurde am 11. April 1878 eröffnet, verlor das Gasthaus an Bedeutung. Dadurch ging den Landwirten die wichtige Einnahmequelle der Durchreisenden verloren. 
Die von Königin Olga von Württemberg 1864 gegründete Stiftung Häuser der Barmherzigkeit erwarb daraufhin 1902 das Anwesen, nachdem auf dem gegenüberliegenden Berg 1900 die Lungenheilstätte Wilhelmsheim eröffnet worden war. Schon am 18. Juli 1904 konnte das neugebaute Hauptgebäude des heutigen Alten- und Pflegeheims Staigacker bezogen werden. Das Gebäude wurde von Oberamtsbaumeister Christian Hämmerle entworfen. Staigacker ist Sitz der Stiftung Altenheime Backnang und Wildberg. 

### Einwohnerentwicklung
- 1810: 11 Einwohner[1]
- 1828: 21[2]